# Шахріяр II
Шахріяр II (перс. شهریار; д/н — після 968) — 11-й іспадбадх (володар) держави Бавандів у 930—964 роках.

## Життєпис
Походивз династіх Бавандів, гілки Ка'усідів (Каюсіїв). Старший син іспадбадха Шарвіна II. 930 року після раптової смерті останнього продовжив кампанію разом з Маканом ібн Какі в Хорасані, за що згодом отримав увесь Табаристан. Але 935 року зазнав поразки від Вушмгіра, еміра Зіяридів, втративши частину Табаристану та визнавши зверхність переможця. Вушмігр також одружився з сестрою Шахріяра II.
Невдовзі допомагав Вушмігру у війні проти Рукн аль-Даули з династії Буїдів. У 943 році Вушмгір був вигнаний з Рею останнім, і сховався при дворі Шахріяра II. У 948 році Рукн ад-Даула завоював Табаристан і змусив Шахріяра II особисто присягнути на вірність Буїдам. Проте Шахріяр все ще залишався вірним Зіяридам, які 955 року повернули собі зверхність над Табаристаном.
У 960—962 роках брав участь у новій війні проти Буїдів. У 964 році був повалений на користь свого брата Рустама II, який був прихильником Буїдів. 968 року Шахріяр намагався повернути собі трон, вдершись до Табаристану з саманідською армією, отриманою від еміра Мансура I, але зазнав поразки й втік до Бухари. Подальша його доля не відома.